# Ataque al Tribunal Supremo de Justicia de Venezuela
El ataque al Tribunal Supremo de Justicia de Venezuela ocurrió el 27 de junio de 2017 efectuado por un grupo de miembros de la policía venezolana en la capital liderado por el disidente Óscar Pérez, desde un helicóptero policial. La «coalición» presuntamente lanzó varias granadas contra el edificio. El presidente de Venezuela, Nicolás Maduro, calificó el incidente como un «ataque terrorista», mientras que la oposición declaró temer que el ataque justificara medidas severas contra las opositores.

## Acontecimientos

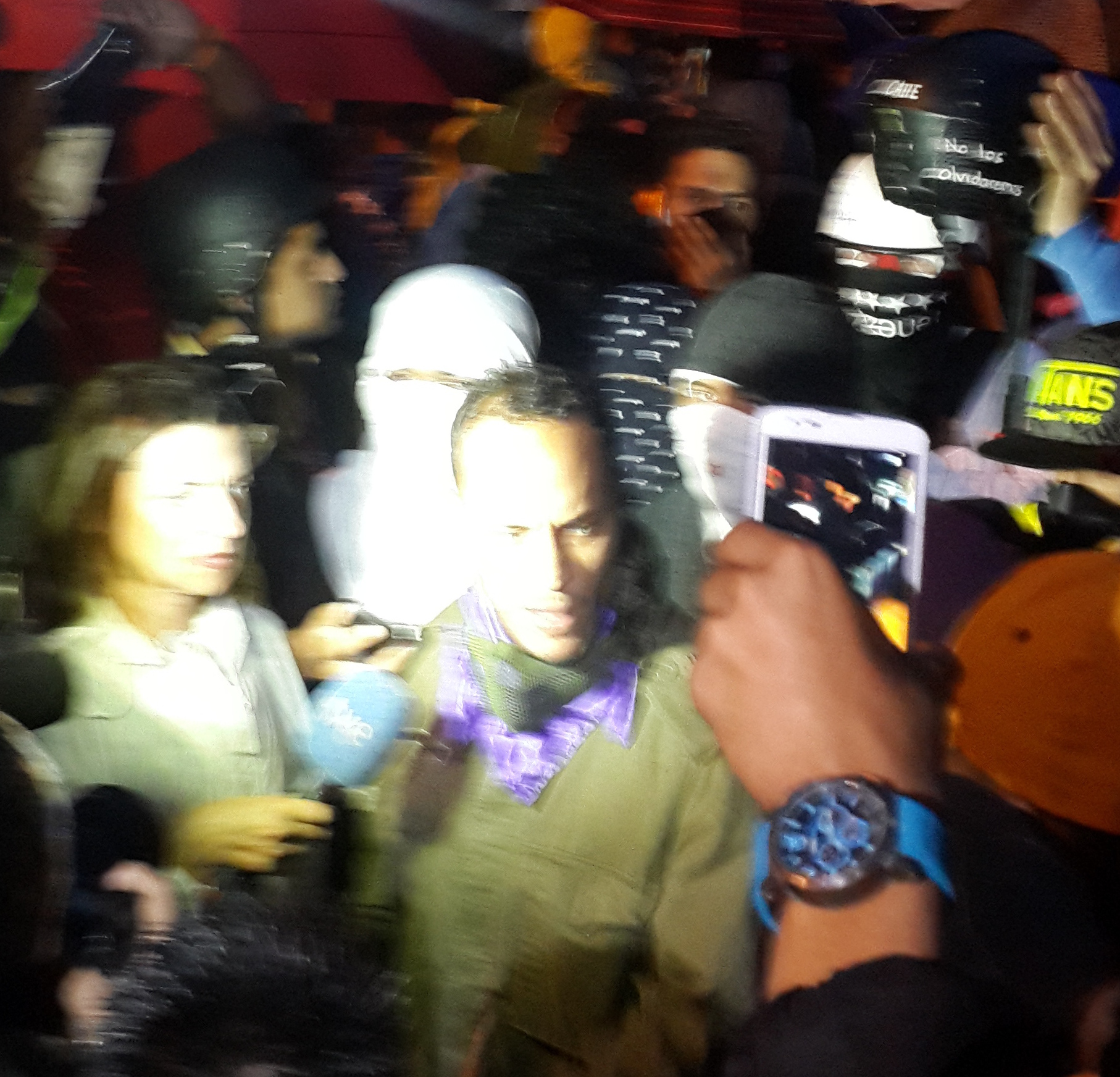
Óscar Pérez en una marcha nocturna en Altamira el 13 de julio.

El 27 de junio de 2017, luego de tres meses de protestas antigubernamentales en las que han fallecido  93 personas, el presidente Maduro declaró que si su gobierno falla, él y sus seguidores utilizarían la fuerza para restablecer el gobierno bolivariano. Aquella tarde, se liberó un vídeo mostrando a hombres con rifles de asalto flanqueando a Oscar Pérez, un inspector policial del CICPC, la agencia de investigación criminal de Venezuela, declarando que «somos nacionalistas, patriotas, e institutionalistas. Esta lucha no es con el resto de las fuerzas estatales, es contra la tiranía de este gobierno».
Horas después de la liberación del vídeo, Pérez fue avistado pilotando un helicóptero MBB Bo 105 de la CICPC sobre el Tribunal Supremo con una pancarta con la consigna «350 Libertad», una referencia al artículo 350 de la Constitución, que establece que «El pueblo venezolano (...) desconocerá cualquier régimen, legislación o autoridad que contraríe los valores, principios y garantías democráticos o menoscabe los derechos humanos». Mientras el helicóptero se acercaba al Tribunal Supremo, fueron oídos tiroteos en el área
En cadena nacional de radio y televisión, el ministro de Comunicación Ernesto Villegas, señaló que la aeronave voló hasta el Ministerio de Interior en el centro de Caracas y «efectuó alrededor de 15 disparos contra la edificación», mientras en la terraza de ese organismo se realizaba un «agasajo» con unas 80 personas. Luego, se dirigió a la sede del Poder Judicial donde «fueron efectuados disparos y lanzadas al menos cuatro granadas de origen colombiano y fabricación israelí, de las cuales una no estalló y fue colectada». Poco después, la Guardia Nacional Bolivariana asaltó la Asamblea Nacional, cuerpo legislativo de mayoría opositora.
Maduro, quien se encontraba en una actividad por la conmemoración del Día del Periodista, ordenó el cierre del Palacio de Miraflores.
A las 19:10, hora local, efectivos de la Brigada de Acciones Especiales del CICPC se dirigieron al Aeropuerto La Carlota, donde habría aterrizado el helicóptero tras el ataque, para intentar detener a los perpetradores del ataque, sin conseguirlo. Más tarde, el Instituto Nacional de Aeronáutica Civil suspendió todos los vuelos a nivel nacional. El helicóptero utilizado en el ataque fue encontrado en la zona norte costera del Estado Vargas, en la localidad de Osma, según informó el vicepresidente Tareck El Aissami.

## Reacciones

### Locales
- Venezuela: El Presidente Maduro declaró que una rebelión militar había ocurrido y llamó el incidente un «ataque terrorista».[9] El Ministro de Comunicación expresó, en cadena nacional, que los ataques forman parte de «una escalada golpista contra la Constitución y sus instituciones», y que se enmarcan «en la ofensiva insurreccional adelantada por factores extremistas de la derecha venezolana con apoyo de gobiernos y poderes extranjeros.», asegurando que Pérez estaba siendo investigado por sus «vínculos con la CIA» y la embajada de Estados Unidos en Caracas.[10]

- Oposición venezolana: Miembros de la oposición venezolana dijeron que las acciones estuvieron escenificadas de tal manera que Maduro podría justificar unas medidas severas sobre quienes se oponen a su gobierno y la asamblea constituyente.[9] El diputado opositor José Hernández barajó la hipótesis de un acción ideada por el propio gobierno de Maduro, y habló de la posibilidad de un «falso positivo».

### Internacionales
- Brasil: La cancillería brasileña emitió un comunicado condenando el «lanzamiento de granadas contra las instalaciones del Tribunal Supremo de Justicia desde un helicóptero supuestamente de propiedad de la policía venezolana», abogando por que «la restauración del estado democrático de derecho en Venezuela sea perseguida de forma pacífica y en plena consonancia con los dictámenes constitucionales».[13]
- Colombia: La Cancillería colombiana expresó su rechazó frente a lo sucedido e instó a detener la «conflictividad y violencia» en las protestas en su vecino país.[14]
- Cuba: El gobierno condenó los «ataques terroristas» acaecidos en Caracas, criticando enérgicamente el «silencio cómplice» de la Organización de Estados Americanos.[15]
- Ecuador: El gobierno ecuatoriano emitió un comunicado condenando enérgicamente los hechos, reiterando el respeto irrestricto al orden democrático de los Estados, la resolución pacífica de los conflictos, la no injerencia en los asuntos internos de cada país y el rechazo a los intentos desestabilizadores.[16]
- México: El gobierno mexicano calificó como «absolutamente inaceptables» los ataques al Tribunal Supremo de Justicia y a la Asamblea Nacional de Venezuela, y reiteró su llamado a los actores políticos a hallar «una salida pacífica a la crisis».[17]